# Acianthera rodrigoi
Acianthera rodrigoi är en orkidéart som först beskrevs av Carlyle August Luer, och fick sitt nu gällande namn av Carlyle August Luer. Acianthera rodrigoi ingår i släktet Acianthera och familjen orkidéer. Inga underarter finns listade i Catalogue of Life.